# Альгуа
Альгуа (итал. Algua) — коммуна в Италии, располагается в регионе Ломбардия, в провинции Бергамо.
Население составляет 747 человек (2008 г.), плотность населения составляет 92 чел./км². Занимает площадь 8 км². Почтовый индекс — 24010. Телефонный код — 0345.
Покровительницей коммуны почитается Пресвятая Богородица (Santa Maria del Carmelo), празднование 16 июля.

## Демография
Динамика населения:

## Администрация коммуны
- Официальный сайт: